# Dominicanenklooster Mariaweide
Het Dominicanenklooster "Mariaweide" was een dominicanenklooster te Venlo. Het was gelegen aan de Nieuwstraat 41 in het centrum van de stad.

## Geschiedenis

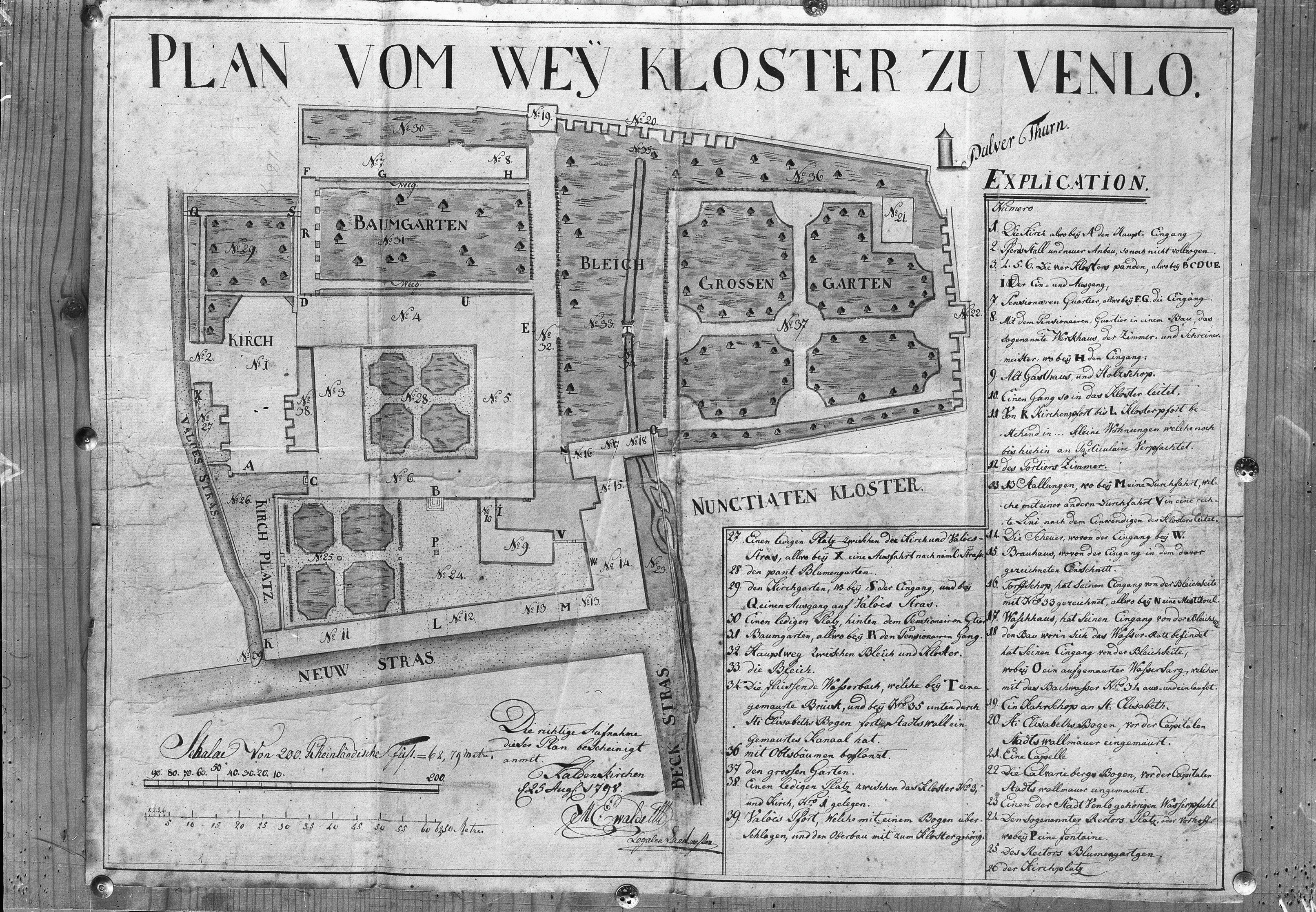
Plattegrond naar tekening uit 1798

De dominicanen woonden vanaf 1892 in het klooster Trans-Cedron aan de Kleine Beekstraat, maar dit werd tijdens de Tweede Wereldoorlog vernield.
Het klooster Mariaweide werd gesticht in 1416 door de Augustinessen op de Weide. Einde 15e eeuw werd aan dit klooster een kapel toegevoegd. In 1747 woedde een brand in het klooster waarop herstelwerkzaamheden volgden en het huidige westportaal werd toegevoegd. In 1798 moesten de zusters vertrekken op last van de Fransen en kwam het klooster in handen van particulieren. In 1944 werd het echter verwoest.
Het huidige kloostergebouw werd in 1960 gebouwd door J. van Hest in de trant van de Bossche school op de plaats van het vernielde Klooster Mariaweide.

## Toon Hermanshuis

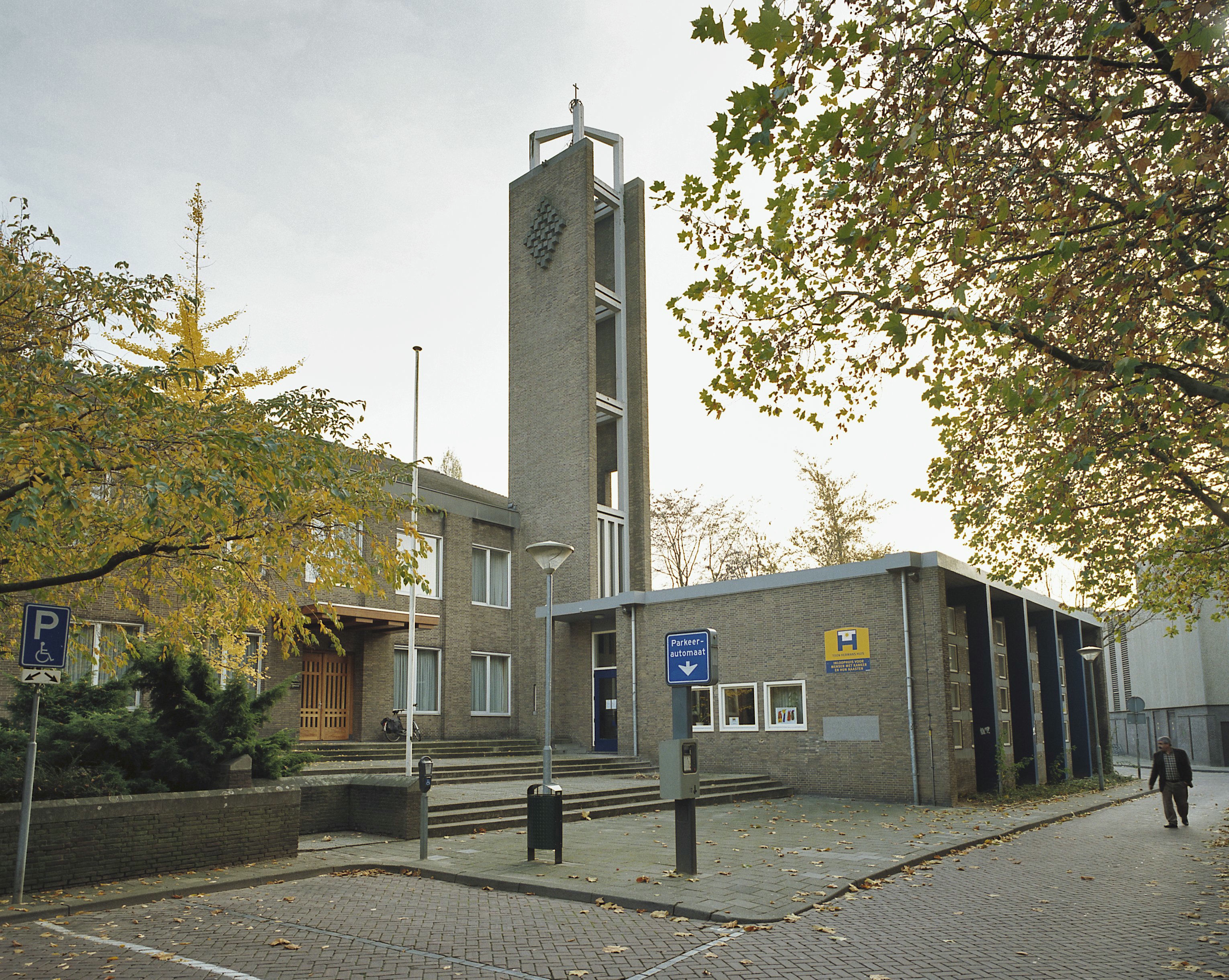
Ingang Toon Hermanshuis

De gehavende 15e-eeuwse kapel werd van 1955-1956 gerestaureerd met inachtneming van de historische situatie. Een dakruiter en twee aanbouwen werden toen toegevoegd, alsmede twee lage zijbeuken. Architect was Jules Kayser. De kapel werd daarna in gebruik genomen door de Dominicanen. In 2005 vertrokken dezen echter en daarna kwamen klooster en kapel in gebruik als Toon Hermanshuis. Opzet hiervan is fungeren als inloophuis voor - al dan niet - gewezen kankerpatiënten en iedereen die daar in zijn of haar leven mee te maken heeft (gehad). Een tweede restauratie volgde van 2006-2007. Daarna kreeg de kapel, die nu apart van het inloophuis wordt geëxploiteerd, een nieuwe bestemming als cultureel centrum Domani, voornamelijk voor culturele evenementen zoals tentoonstellingen en uitvoeringen van lichte muziek.

## De kapel

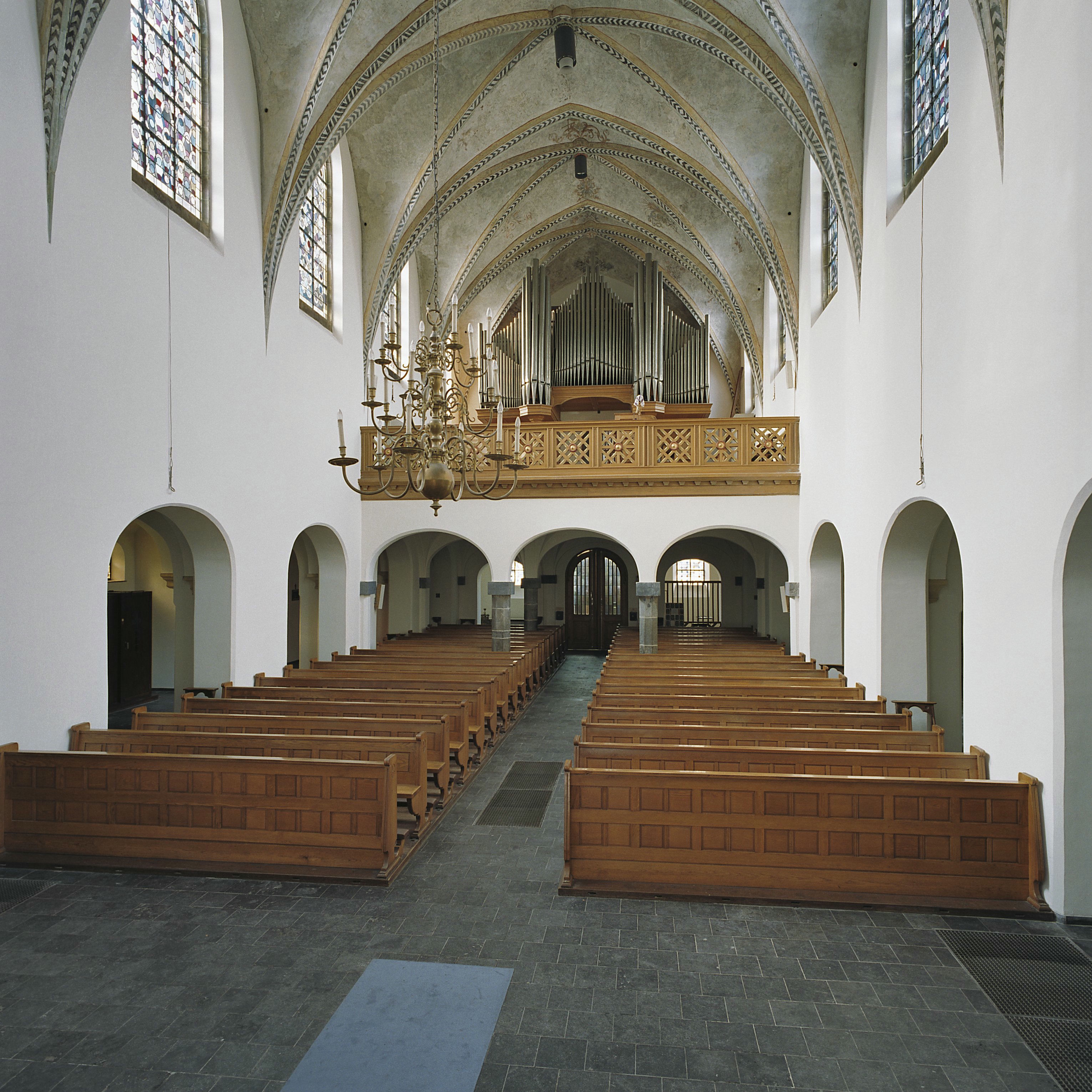
Interieur van de kapel

De Dominicanenkapel is een laatgotisch driezijdig gesloten bouwwerk met kruisribgewelven. Het interieur is sober en wit gestuct. Van belang zijn de glas-in-loodramen van Jacques Vonk en Gilles Franssen. Aan de westzijde bevindt zich op circa 5 meter hoogte nog steeds het authentieke pijporgel; aan de noordzijde van de kapel bevindt zich een sierhek.
Op het plafond bevinden zich schilderingen uit het einde van de 15e eeuw, die bij de restauratie van 1956 tevoorschijn kwamen na de verwijdering van dikke lagen witte kalk.